# 28492 Марик
28492 Марик (28492 Marik) — астероїд головного поясу, відкритий 1 лютого 2000 року.
Тіссеранів параметр щодо Юпітера — 3,584.